# Navadni hondrit
Navadni hondrit ( tudi O hondrit) je zelo številna vrsta kamnitih hondritov, Med vsemi zaznanimi hondriti je 87% navadnih hondritov.

Nekateri trdijo, da njihove lastnosti ne kažejo na to, da bi kot starševsko telo imeli en asteroid. Verjetno pa izvirajo iz delcev, ki so nastali v medsebojnih  trkih asteroidov. Pri tem so bili izvrženi tako, da sekajo tirnico Zemlje. Takšni pogoji so izpolnjeni v bližini Kirkwoodove vrzeli in v področjih sekularne resonance v asteroidnem pasu. Do sedaj so našli samo en asteroid, ki ima podoben spekter kot navadni hondriti. To je asteroid 3628 Božněmcová.
Navadne hondrite delimo v tri skupine, ki se med seboj ločijo mineraloško in kemično. Posamezne skupine se razlikujejo po količini kovinskega železa in železovega oksida v silikatih:
- H hondriti imajo veliko skupnega kovinskega železa, vendar malo železovega oksida v silikatih
- L hondriti imajo malo skupnega kovinskega železa, vendar več železovega oksida v silikatih
- LL hondriti imajo malo skupnega in malo kovinskega železa, vendar največ železovega oksida v silikatih